# Уигстън Магна
Уигстън Магна (на английски: Wigston Magna), наричан също Грейт Уигстън или просто Уигстън, е град в централната част на област Лестършър – Ийст Мидландс, Англия. Той е административен център и единия от двата града съставящи общината Оудби и Уигстън. Населението на града към 2001 година е 33 116 жители. Територията на Уигстън е в рамките на агломерацията Лестър.

## География
Уигстън Магна е разположен в централната част на графството, в непосредствена близост южно от най-големия град на областта – Лестър. Заедно с другия съставен град на общината – Оудби, той е част от урбанизираната територия формирала се около Лестър.
На около 4 километра западно от града преминава Магистрала М1, която е част от транспортния коридор север-юг (Лийдс – Шефийлд – Нотингам – Лестър – Лондон).

## Демография
Изменение на населението за период от две десетилетия 1981 – 2001 година:
| година    | 1981   | 1991   | 2001   |
| --------- | ------ | ------ | ------ |
| население | 32 373 | 32 864 | 33 116 |